# Greenville (Michigan)
Greenville is een plaats (city) in de Amerikaanse staat Michigan, en valt bestuurlijk gezien onder Montcalm County.

## Demografie
Bij de volkstelling in 2000 werd het aantal inwoners vastgesteld op 7935.
In 2006 is het aantal inwoners door het United States Census Bureau geschat op 8333, een stijging van 398 (5.0%).

## Geografie
Volgens het United States Census Bureau beslaat de plaats een oppervlakte van
15,4 km², waarvan 14,8 km² land en 0,6 km² water.

## Geboren
- Fred Meijer (1919), ondernemer en filantroop

## Plaatsen in de nabije omgeving
De onderstaande figuur toont nabijgelegen plaatsen in een straal van 28 km rond Greenville.